# Fernand Gaittet
Jules Fernand « Jacques » Gaittet (né le 15 août 1889 à Paris 8e, et mort le 7 février 1936 à Paris 18e) est un joueur professionnel français de hockey sur glace.

## Carrière
Fernand Gaittet commence le hockey au Club des patineurs de Paris en 1908, à la fois comme gardien et attaquant. Il y fera toute sa carrière. Il sera champion de France en 1920 et 1921.
Il est dans l'équipe de France aux Jeux olympiques de 1920 à Anvers pour son seul match contre la Suède.